# Paulo Diogo
Paulo Diogo (* 21. April 1975 in Crissier) ist ein Schweizer Fussballspieler mit portugiesischer Herkunft. Er spielte für FC Lausanne-Sport, Yverdon-Sport FC und Servette FC Genève.
2013 beendete er seine Spielerkarriere und ist seitdem als Trainer tätig. Derzeit steht er bei ES Malley unter Vertrag.
Zweifelhafte Berühmtheit erlangte Diogo, als er am 5. Dezember 2004 bei einem Auswärtsspiel mit Servette FC Genève gegen den FC Schaffhausen auf den Zaun sprang und sich beim Herunterklettern mit dem Ringfinger im Zaun verkeilte. Diogo, der erst kurz zuvor geheiratet hatte, bemerkte dies nicht. Als er vom Zaun sprang, riss er sich zwei Glieder des Fingers ab. Er hatte gerade das 3:1 vorbereitet. Schiedsrichter Etter zückte die gelbe Karte für den übertriebenen Torjubel.
In der Saison 1998/1999 wurde er mit seinem damaligen Verein FC Lausanne-Sport Schweizer Cupsieger. Das Endspiel wurde mit 2:0 gegen Grasshopper Zürich gewonnen.